# (30582) 2001 PJ3
(30582) 2001 PJ3 est un astéroïde de la ceinture principale d'astéroïdes découvert en 2001.

## Description
(30582) 2001 PJ3 a été découvert le 5 août 2001 à l'observatoire Palomar, situé au nord de San Diego en Californie, par le programme Near Earth Asteroid Tracking (NEAT).

### Caractéristiques orbitales
L'orbite de cet astéroïde est caractérisée par un demi-grand axe de 2,54 ua, un périhélie de 2,26 ua, une excentricité de 0,11 et une inclinaison de 3,04° par rapport à l'écliptique. Du fait de ces caractéristiques, à savoir un demi-grand axe compris entre 2 et 3,2 ua et un périhélie supérieur à 1,666 ua, il est classé, selon la JPL Small-Body Database, comme objet de la ceinture principale d'astéroïdes.

### Caractéristiques physiques
(30582) 2001 PJ3 a une magnitude absolue (H) de 15,1 et un albédo estimé à 0,086.